# 트랙 (1991년 영화)
트랙(Across The Tracks)은 미국에서 제작된 샌디 텅 감독의 1991년 드라마 영화이다. 릭 슈로더 등이 주연으로 출연하였고 데일 로센블름 등이 제작에 참여하였다.

## 출연

### 주연
- 릭 슈로더
- 브래드 피트

### 조연
- 캐리 스노지레스
- 데이비드 안소니 마샬
- 토머스 마이칼 포드
- 존 린톤
- 시릴 오렐리
- 잭 맥기

## 제작진
- 라인프로듀서: 낸시 파로얀
- 의상: 메리 로우슨
- 배역: 마샤 슐먼